# Дампјер ан Бре
Дампјер ан Бре (фр. Dampierre-en-Bray) насеље је и општина у северној Француској у региону Горња Нормандија, у департману Приморска Сена која припада префектури Дјеп.
По подацима из 2011. године у општини је живело 454 становника, а густина насељености је износила 35,41 становника/km². Општина се простире на површини од 12,82 km². Налази се на средњој надморској висини од 124 метара (максималној 168 m, а минималној 102 m).

## Демографија
| 1962. | 1968. | 1975. | 1982. | 1990. | 1999. | 2011. |
| ----- | ----- | ----- | ----- | ----- | ----- | ----- |
| 302   | 340   | 333   | 321   | 323   | 367   | 454   |

График промене броја становника у току последњих година